# Матвеев, Михаил Александрович (композитор)
Михаи́л Алекса́ндрович Матве́ев (2 июня 1912, Меленцы — 1994, Санкт-Петербург) — советский композитор.

## Биография
Родился 2 июня 1912 года в селе Меленцы Новоград-Волынского уезда Волынской губернии. В 1928—1930 годах — музыкальный оформитель и пианист эстрадного театра Севастопольского Дома флота. В 1941 году окончил Ленинградскую консерваторию по классу композиции М. Ф. Гнесина.
В 1942 году — директор Ленинградского отделения изд-ва «Музгиз». В 1942—1943 годах — зав. муз. сектором Ленинградского отделения изд-ва «Искусство». В 1944 году — ответственный секретарь Ленинградской организации Союза композиторов. В 1948 году — начальник муз. отдела Ленинградского радио. С 1949 года — член КПСС. В 1962—1964 годах — зам. директора по творческой части Театра оперы и балета имени С. М. Кирова. В 1968—1970 годах — зам. председателя правления Ленинградской организации Союза композиторов РСФСР.
Умер в 1994 году. Похоронен в Санкт-Петербурге на Красненьком кладбище.